# Mikey (film)
Pour plus de détails, voir Fiche technique et Distribution.
Mikey est un film d'horreur américain de Dennis Dimster sorti en 1992. 

## Synopsis
Mikey Holt est un enfant psychologiquement perturbé, qui, pour calmer ses pulsions, tue des gens de son entourage.

## Fiche technique
- Titre original : Mikey
- Titre français : Mikey
- Réalisation : Dennis Dimster
- Scénario : Jonathan Glassner
- Musique : Tim Truman
- Direction artistique : Maureen Farley
- Décors : Marcia Calosio, Nigel Clinker, Kelly Bocchini
- Costumes : Shawna Trpcic
- Photographie : Tom Jewett
- Montage : Omer Tal, Natan Zahavi
- Production : Peter Abrams, Robert L. Levy, Natan Zahavi
- Société de production : Tapestry Films
- Sociétés de distribution : Cinepix / Famous Players Distribution (Canada), Imperial Entertainment (États-Unis)
- Pays d'origine :  États-Unis
- Langue : anglais
- Format : Couleur - 35 mm - 1,85:1 - son Dolby stéréo
- Genre : horreur
- Durée : 92 minutes (1h32)
- Dates de sortie en salles :
  - Canada : 14 avril 1992
  - États-Unis : 23 septembre 1992 (directement en vidéo)
  - France : 29 avril 1987
- Classification : Interdit aux moins de 12 ans

## Distribution
- Brian Bonsall : Mikey Holt
- Josie Bissett : Jessie Owens
- Ashley Laurence : Shawn Gilder
- John Diehl : Neil Trenton
- Mimi Craven : Rachel Trenton
- Whitby Hertford : Ben Owens
- Lyman Ward : Mr. Jenkins
- David Rogge : David
- Mark Venturini : Detective Jack Reynolds
- Laura Robinson : Grace Calvin